# Кофидис, Саввас
Са́ввас Кофи́дис (греч. Σάββας Κωφίδης; род. 5 февраля 1961, Алма-Ата, КССР) — греческий футболист, полузащитник известный по выступлениям за «Ираклис», «Олимпиакос» и сборной Греции. Участник чемпионата мира 1994 года.

## Клубная карьера
Саввас начал свою карьеру в клубе «Ираклис». В сезоне 1981/1982 он дебютировал за команду в греческой Суперлиге. В 1987 году Кофиди помог клубу выйти в финал Кубка Греции, но там команду уступила «ОФИ» в серии пенальти.
В 1988 году Саввас перешёл в «Олимпиакос». В своем первом сезоне он завоевал с клубом серебряные медали и стал одним из ключевых футболистов клуба. В сезоне 1992 года Кофидис завоевал вместе с «Олимпикосом» Кубок и Суперкубок Греции. Летом того же года он перешёл в «Арис» из Солоников. В новом клубе Саввас отыграл четыре с половиной сезона, после чего вернулся в родной «Ираклис», где и завершил карьеру в 1999 году.

## Международная карьера
9 октября 1982 года в матче отборочного турнира Чемпионата Европы 1984 года против сборной Люксембурга Саввас дебютировал за сборную Греции. В 1994 году Кофидис принял участие в Чемпионате мира в США. На турнире он сыграл во встречах против сборных Аргентины, Нигерии и Болгарии. Сразу после мирового первенства Саввас завершил выступления за национальную команду.

## Достижения
«Олимпиакос»
- Обладатель Кубка Греции (2): 1990, 1992
- Обладатель Суперкубка Греции: 1992